# Sentineleses
Os sentineleses são o povo indígena da Ilha Sentinela do Norte nas Ilhas Andamão da Índia. Um dos povos andamaneses, eles resistem ao contato com o mundo exterior, e estão entre os últimos povos a permanecer quase intocados e isolados da civilização contemporânea.
Os sentineleses mantêm uma sociedade essencialmente de caçadores-coletores e subsistem através da caça, pesca e coleta de plantas silvestres. Não há qualquer evidência de práticas agrícolas ou métodos de produzir fogo. A língua sentinelesa permanece não classificada e não é mutuamente inteligível com o idioma jarawa de seus vizinhos mais próximos. Os sentineleses são designados como uma tribo registrada na Índia.

## População

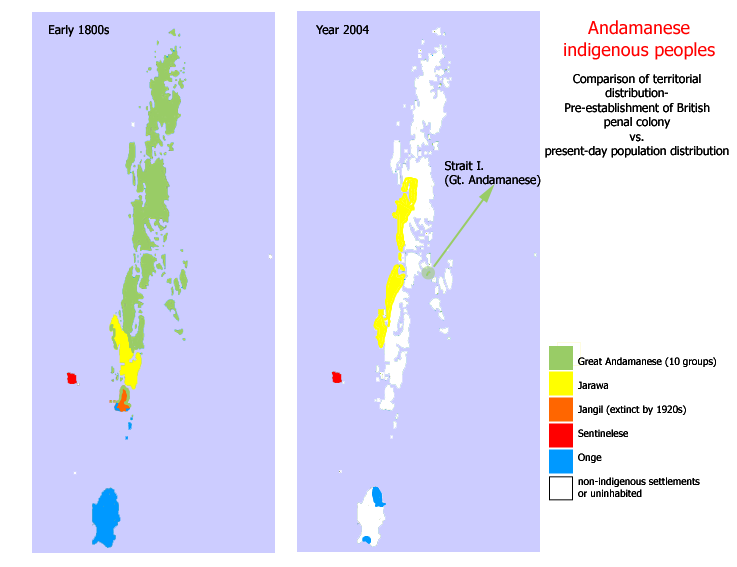
Mapa comparativo mostrando a distribuição de tribos nas Ilhas Andamão – no início de 1800 e em 2004. Nomeadamente:
(a) Rápido povoamento das terras originais no sudeste de Jarawa, no período de 1789-1793
(b) Encolhimento para assentamentos isolados dos Onge (em azul) e Grande Andamaneses
(c) Extinção completa dos Jangil em 1931
(d) Os Jarawa movem para ocupar terras da costa oeste anteriormente povoada pelos Grande Andamaneses, e
(e) Somente a zona dos sentineleses está relativamente intacta

A população exata dos sentineleses não é conhecida. As estimativas variam de menos de 40, até uma média de cerca de 250, e até um máximo de 500. Em 2001, funcionários do censo da Índia registraram 39 indivíduos (21 [homens e 18 mulheres); no entanto, por necessidade, este estudo foi realizado à distância e quase certamente não representa um número preciso para a população que alcança 59.67 km2 da ilha. O censo de 2011 da Índia registrou apenas 15 indivíduos (12 homens e três mulheres). Qualquer efeito a médio ou longo prazo sobre a população sentinelesa decorrente do terremoto e tsunami do oceano Índico de 2004 não é conhecido, além das confirmações obtidas de que eles haviam sobrevivido.

## Características
Acredita-se que sua origem está em uma migração originada na África há 60 mil anos.
Os sentineleses e outros povos indígenas Andamaneses são frequentemente descritos como negritos, um termo que tem sido aplicado a vários povos amplamente separados do Sudeste Asiático, tais como os Semang da Península da Malásia, os Aeta das Filipinas, bem como outros povos da Austrália, incluindo o populações antigas da Tasmânia.
As características definidoras desses povos "negritos" (que não são um grupo monofilético) incluem uma relativa baixa estatura, pele escura e cabelos crespos.
Apesar de que nenhum contato direto tenha sido estabelecido, o autor Heinrich Harrer descreveu um homem tendo 1,6 metres (5 ft 3 in) de altura e aparentemente canhoto.

## Cultura
A maior parte do que é conhecido sobre a cultura material dos sentineleses é baseada em observações durante as tentativas de contato no final do século 20. Os sentineleses mantêm uma sociedade essencialmente de caçadores-coletores, obtêm sua subsistência através da caça, pesca e coleta de plantas silvestres; não há nenhuma evidência de práticas agrícolas.
Trabalhos em metal são desconhecidos, pois matérias-primas na ilha são extremamente raras. No entanto, foi observado que eles utilizaram objetos de metal que foram levados pela correnteza ou deixados em suas margens, tendo alguma habilidade de afiação do ferro para incorporá-lo em armas e outros itens. Por exemplo, na década de 1980, dois navios porta-contentores internacionais encalharam nos recifes de corais ao redor da ilha; os sentineleses pegaram vários itens de ferro das embarcações.
A expedição britânica de 1880 para a ilha liderada por Maurice Vidal Portman informou que "seus métodos de cozinhar e preparar seus alimentos assemelham aos dos Onges, e não as dos aborígenes de Grande Andamão."

## Incidentes de contato
Segundo Anup Kapoor, antropólogo da Universidade de Delhi, uma das pouquíssimas coisas que que se sabe sobre os Sentineleses é que muitos deles foram mortos e perseguidos por ingleses e japoneses, por isso "odeiam quem anda de uniforme". Por conta disso, Sentineles têm um histórico de ataques a pessoas de fora de sua comunidade. 
Em janeiro de 1880, uma expedição da armada britânica para a ilha liderada por Maurice Vidal Portman, o administrador colonial local de 20 anos de idade, foi realizar um levantamento da ilha e pegar um prisioneiro, de acordo com a política britânica em relação a tribos hostis na época, que era de seqüestrar um membro da tribo, tratá-lo bem, dar-lhe presentes, e liberá-lo de volta para a tribo, esperando que demonstrasse simpatia. Acredita-se que a expedição de Portman para a ilha foi a primeira por pessoas de fora. Embora os sentineleses tendessem a desaparecer dentro da selva quando estranhos eram vistos se aproximando, a expedição de Portman encontrou um casal de idosos e quatro crianças depois de vários dias. Eles foram presos e trazidos para Port Blair. O casal de idosos ficou doente e morreu, provavelmente por contrair doenças para as quais não tinham imunidade. As quatro crianças foram devolvidas à ilha, receberam presentes, e foram liberadas. As crianças, em seguida, desapareceram na selva. Após este incidente, os britânicos não tentaram contactar os sentineleses novamente e se concentraram em outras tribos.
Em 1967, o governo Indiano começou uma série de "Expedições de Contato" para a ilha. O programa foi gerido pelo diretor de bem estar tribal e antropólogo T. N. Pandit. A primeira expedição, chefiada por Pandit, incluiu polícia armada e oficiais da marinha. Os sentineleses retiraram-se para a selva, e a expedição não conseguiu fazer contato com qualquer um deles. Durante essas expedições, a embarcação da Marinha Indiana ancorou fora dos recifes de coral e enviou pequenos barcos para abordar as praias, e mantendo distância, a tripulação deixava vários presentes na água para serem carregados para a costa. Se os sentineleses fugissem para a selva, eles poderiam ir até a terra e deixar os presentes antes de sair.
Em 29 de março de 1970, um grupo de pesquisadores antropólogos indianos, que incluíam Pandit, encontrou-se encurralado nos recifes entre a Sentinela do Norte e a Ilha Constança. Uma testemunha registrou o seguinte a partir de seu ponto de vista de um barco próximo à praia:
Alguns descartaram suas armas e fizeram gestos para que jogássemos os peixes. As mulheres saíram das sombras para assistir nossas "palhaçadas"... Alguns homens vieram e pegaram os peixes. Eles pareciam agradecidos, mas não parecia que sua atitude hostil tinha sido suavizada... Todos eles começaram a gritar palavras incompreensíveis. Nós gritamos e volta e fizemos gestos indicando que queríamos ser amigos. A tensão não diminuiu. Neste momento, uma coisa estranha aconteceu — uma mulher juntou-se a um guerreiro e sentaram-se na praia num abraço apaixonado. Este ato foi repetido por outras mulheres, cada uma tirando um guerreiro para si, uma espécie de acasalamento comunitário. Assim, o grupo militante diminuiu. Isso continuou por um tempo e quando o ritmo dessa dança de desejo terminou, os casais se retiraram para as sombras da floresta. Porém, alguns guerreiros permaneceram em guarda. Nós nos aproximamos à praia e jogamos mais peixes que foram imediatamente recolhidos pelos mais jovens. Já tinha passado do meio-dia e nos dirigimos de volta ao navio. ...
No início de 1974, uma equipe de filmagem da National Geographic foi para a ilha, no que se tornou uma das expedições mais infrutíferas feitas à ilha. Sentinela do Norte foi visitada por uma equipe de antropólogos filmando um documentário, Homem em Busca do Homem. A equipe foi acompanhada por policiais armados e um fotógrafo da National Geographic. Quando a lancha a motor passou pela barreira de recifes, os habitantes locais surgiram da selva. Os sentineleses responderam com uma cortina de flechas. O barco parou em um ponto da costa fora do alcance das flechas e a polícia, vestidos com casacos com proteção acolchoada, desembarcaram e deixaram presentes na areia: uma miniatura de carro de plástico, alguns cocos, um porco vivo amarrado, uma boneca, e panelas de alumínio. Os policiais voltaram para o barco, e esperaram para ver a reação dos locais aos presentes. A reação foi o lançamento de uma nova rodada de flechas, uma das quais atingiu o diretor do documentário na coxa esquerda. O homem que feriu o diretor retirou-se e riu-se orgulhosamente, sentado na sombra, enquanto outros mataram e enterraram o porco e a boneca. Depois todos se foram, levando consigo apenas os cocos e panelas de alumínio.
Houve ocasiões documentadas (uma em 1980) quando indivíduos que falam a língua Onge foram levados para a Ilha Sentinela do Norte, a fim de tentar comunicação, resultando em intercâmbios breves e hostis, durante os quais eles foram incapazes de reconhecer qualquer língua falada pelos habitantes.
Em 2 de agosto de 1981, o navio MV Primrose encalhou na Ilha Sentinela do Norte, com vinte e oito marinheiros. Na manhã seguinte, o capitão do navio transmitiu mensagens urgentes, indicando que os nativos estavam prestes a atacar o navio com flechas e lanças. Depois de serem náufragos por duas semanas, todos os tripulantes e passageiros do navio foram evacuados de helicóptero.
No início da década de 1990, os sentineleses começaram a permitir que barcos chegassem mais perto da costa, e, por vezes, cumprimentaram-nos desarmados. No entanto, depois de alguns minutos, os sentineleses os mandariam embora, fazendo gestos ameaçadores e atirando flechas sem ponta. Em 1996, o governo indiano acabou com a "Expedições de Contato" depois de uma série de encontros hostis, resultando em várias mortes em um programa semelhante praticado com o povo Jarawa das Ilhas Andamão Sul e do Meio e por causa do perigo de introdução de doenças.
Os sentineleses parecem ter saído relativamente ilesos da tsunami do Oceano Índico de 2004, aparentemente conseguindo alcançar lugares mais altos. Três dias após a tsunami, um helicóptero naval indiano foi enviado para checá-los e jogar comida na praia. Ele foi enxotado por um guerreiro sentinelês que saiu da selva e brandiu um arco e flecha.
Em 2006, arqueiros sentineleses mataram dois pescadores que estavam pescando caranguejos da lama ilegalmente dentro do alcance da ilha. A âncora improvisada de seu barco não conseguiu impedir que eles fossem levados pelas correntes enquanto eles estavam dormindo. O barco foi à deriva até águas rasas da ilha, onde eles foram mortos. Um helicóptero da Guarda Costeira Indiana que foi enviado para recuperar os corpos foi expulso pelos guerreiros sentineleses, que dispararam uma saraivada de flechas.
Em novembro de 2018, um missionário aventureiro americano, John Chau, então com 27 anos, corrompeu pescadores indianos com a missão de chegar à ilha.  Ele foi morto a flechadas, arrastado pelos indígenas com ajuda de uma corda presa ao pescoço e abandonado em uma praia. Pescadores viram o cadáver na Ilha Sentinela do Norte, mas não puderam recuperá-lo. O caso está sendo tratado pela polícia local como homicídio. Mas os indígenas não podem ser indiciados, já que são inimputáveis segundo as leis locais.
Em Março de 2025, um turista estadunidense fez um pouso não autorizado na ilha e tentou fazer contato com a tribo, filmando a visita com uma GoPro e deixando uma lata de Coca-Cola diet e alguns cocos antes de retornar. Ele foi preso pelo Serviço Policial Indiano e aguarda julgamento, segundo o turista no momento da apreensão, ele se denomina como "caçador de aventuras".

## Situação atual
A ilha dos sentineleses é legalmente uma parte do Território da União indiano de Andamão e Nicobar. Na prática, no entanto, os sentineleses exercem total soberania sobre seus assuntos e o envolvimento das autoridades indianas é restrito a monitoramento ocasional, visitas ainda mais esporádicas e breves, e, geralmente, desencorajando qualquer acesso ou abordagens à ilha. A possibilidade de um futuro contato, violento ou não (armado ou desarmado), tem sido discutido por diversas organizações e nações.